# Коронавірусна хвороба 2019 в Узбекистані
Спалах коронавірусної хвороби 2019 в Узбекистані — це поширення пандемії коронавірусної хвороби 2019 на територію Узбекистану. Перший випадок захворювання зареєстрований 15 березня 2020 року в громадянина Узбекистану, який повернувся з Франції. Після виявлення першого хворого міністр охорони здоров'я країни отримав список людей, які контактували із хворим, та план карантинних заходів. Після підтвердження цього випадку президент Казахстану Касим-Жомарт Токаєв повідомив про введення надзвичайного стану в своїй країні, та повідомив про закриття кордону з Узбекистаном. За два дні після виявлення першого випадку коронавірусної хвороби в Узбекистані прийнято рішення про призупинення авіасполучення з Францією, Іспанією та Великою Британією. З 22 березня прийнято рішення про переведення усіх підприємств у Ташкенті на дистанційний режим роботи, та запроваджено масочний режим для осіб, які контактують з іншими людьми. 27 березня в Узбекистані зафіксовано першу смерть від коронавірусу, померлою виявилась жінка 72 років.

## Хронологія

### 2020 рік
З 28 лютого узбецька авіакомпанія «Uzbekistan Airways» призупинила польоти до Медини і Джидди.
З 13 березня авіакомпанія призупинила польоти до Франції, Іспанії та Великої Британії.
15 березня повідомлено про виявлення першого випадку коронавірусної хвороби в країні. Ним виявився громадянин Узбекистану, який повернувся із Франції. Міністерство охорони здоров'я країни відразу опублікувала список осіб, які були в контакті з хворим, та схвалило план карантинних заходів. Після підтвердження виявлення коронавірусу в Узбекистані президент Казахстану Касим-Жомарт Токаєв повідомив про введення надзвичайного стану в своїй країні та закриття кордону з Узбекистаном.
З 16 березня 2020 року в Узбекистані була введена заборона на проведення масових заходів за участю понад 10 тисяч осіб. В Узбекистані введено заборону на проведення спортивних заходів до 1 червня 2020 року.
20 березня 2020 року уряд країни оголосив, що на період поширення коронавірусної хвороби в країні будуть закриті всі розважальні заклади і чайні, будуть заборонені також великі весілля та інші сімейні свята. 23 березня 2020 Уряд Узбекистану оголосив, що наступного дня розпочнеться закриття Ташкенту з метою стримання епідемії коронавірусу.
27 березня повідомлено про першу смерть від коронавірусу в країні. Першою жертвою хвороби в Узбекистані виявилась жінка 72 років, яка до того тривалий час хворіла на серцеву недостатність, та інфікувалась від дочки, яка повернулась з Туреччини.
28 березня повідомлено про другу смерть від коронавірусу в країні. Ним виявився 39-річний лікар, який кілька тижнів безуспішно лікувався від коронавірусної інфекції. 39-річний чоловік контактував із першим інфікованим у країні, і після виявлення симптомів захворювання 26 березня госпіталізований до однієї із столичних лікарень у важкому стані, та помер за два дні, ставши другою жертвою коронавірусної інфекції в країні.
1 квітня кількість хворих зросла до 173.
З 1 квітня також запроваджено режим обов'язкової самоізоляції для осіб старших 65 років, їм заборонено покидати свої помешкання.
З 2 квітня 2020 року введено обмеження на вантажні перевезення.
3 квітня 2020 року кількість підтверджених випадків хвороби зросла до 223, з них 25 хворих одужали.
З 6 квітня самоізоляція стала обов'язковою; людям старше 65 років надалі заборонено виходити з дому.
До 8 травня 2020 року обмеження були послаблені, заборону на проведення масових заходів продовжено до 1 червня.
За повідомленням спеціальної республіканської комісії, влада Узбекистану ввела заборону на проведення масових заходів до Дня пам'яті та вшанування 9 травня за участю понад 1 мільйона осіб.
24 травня 2020 року з дотриманням карантинних вимог відбулися масові заходи до мусульманського свята Рамазан-байрам за участю до 500 тисяч осіб.
30 травня 2020 року рішенням спеціальної республіканської комісії карантинні обмеження продовжено до 15 червня. Раніше діяла заборона на проведення масових заходів до 1 червня, яка була продовжена до 17 червня 2020 року.
З 1 червня 2020 року знято заборону на проведення спортивних заходів. Чемпіонат Узбекистану з футболу мав відновитися 5 червня. Таке рішення прийняла спеціальна республіканська комісія.
14 червня 2020 року рішенням спеціальної республіканської комісії карантинні обмеження продовжено до 1 серпня. Раніше діяла заборона на проведення масових заходів до 17 червня 2020 року, яка була продовжена до 1 серпня 2020 року.
З середини червня добовий приріст випадків хвороби зріс до 3-5 %. 14 червня було зареєстровано 5040 випадків хвороби, до кінця місяця кількість зареєстрованих хворих зросла до 8503.
До кінця липня було зареєстровано 24009 випадків хвороби, причому щоденний приріст все ще постійно перевищував 3 %. Карантинні обмеження продовжено до 15 серпня. Раніше діяла заборона на проведення масових заходів до 1 серпня, а потім заборону на проведення масових заходів продовжили до 16 серпня.
15 серпня за повідомленням спеціальної республіканської комісії з боротьби з коронавірусом, деякі карантинні заходи були послаблені. Після 15 серпня заборона на проведення масових заходів залишалася в силі. Заборону на проведення масових заходів продовжено до 6 вересня 2020 року, а з 15 серпня знято заборону на весілля та сімейні заходи. Вони могли проводитися за участю до 30 осіб.
На початку вересня 2020 року спеціальна республіканська комісія заявила, що кінотеатри, театри та парки культури можуть працювати з 5 вересня з деякими обмеженнями. Раніше діяла заборона на проведення масових заходів до 6 вересня, яка була продовжена до 30 вересня 2020 року. Після 30 вересня 2020 року заборона на проведення масових заходів буде продовжена до 1 листопада 2020 року до послаблення карантинних заходів. Заборону на проведення масових заходів та бенкетів знімуть лише в останню чергу послаблення карантинних обмежень або після 1 січня 2021 року.
Станом на 10:00 3 вересня кількість випадків хвороби зросла до 42635, кількість померлих – до 331.
Станом на 17:00 3 вересня кількість випадків хвороби зросла до 42688 осіб, кількість одужань зросла до 40081, а кількість померлих – до 333.
Станом на 23:30 3 вересня кількість випадків хвороби зросла до 42797 осіб, кількість одужань зросла до 40176, а кількість померлих – до 334.
Станом на 10:00 4 вересня кількість випадків хвороби зросла до 42903 осіб, кількість померлих – до 336.
Станом на 17:00 4 вересня кількість випадків хвороби зросла до 42998 осіб, кількість тих, хто одужав від хвороби, зросла до 40392, а кількість померлих – до 338.
Станом на 23:30 4 вересня кількість випадків хвороби зросла до 43075 осіб, кількість одужань зросла до 40432, а кількість померлих – до 339.
Станом на 10:00 5 вересня кількість випадків хвороби зросла до 43169 осіб, кількість померлих – до 341.
Станом на 17:00 5 вересня кількість випадків хвороби зросла до 43293 осіб, кількість одужань зросла до 40774, кількість померлих – до 343.
Станом на 23:30 5 вересня кількість випадків хвороби зросла до 43370 осіб, а кількість одужань зросла до 40880.
Станом на 10:00 6 вересня кількість випадків хвороби зросла до 43476 осіб, кількість померлих – до 345.
Станом на 18:00 6 вересня кількість випадків хвороби зросла до 43587 осіб, кількість одужань зросла до 41225, кількість померлих – до 347.
Станом на 23:30 6 вересня кількість випадків хвороби зросла до 43663 осіб, кількість одужань зросла до 41277, а кількість померлих – до 348.
Після 5 вересня 2020 року заборону на проведення масових заходів продовжили до 30 вересня.